# Titularbistum Gummi in Proconsulari
Das Bistum Gummi in Proconsulari (italienisch diocesi di Gummi di Proconsolare, lateinisch Dioecesis Gummitana in Proconsulari) ist ein Titularbistum der römisch-katholischen Kirche.
Es geht zurück auf einen untergegangenen Bischofssitz in der gleichnamigen antiken Stadt, vermutlich dem heutigen Bordj Cedria, die in der römischen Provinz Africa proconsularis (heute nördliches Tunesien) lag. Der Bischofssitz war der Kirchenprovinz Karthago zugeordnet.
| Titularbischöfe von Gummi in Proconsulari |                                      |                                                     |                   |                    |
| Nr.                                       | Name                                 | Amt                                                 | von               | bis                |
| 1                                         | Juan Moleón Andreu                   | Weihbischof in Asunción Militärbischof von Paraguay | 17. Juli 1967     | 20. September 1980 |
| 2                                         | Victor Alejandro Corral Mantilla     | Weihbischof in Riobamba (Ecuador)                   | 14. Januar 1982   | 4. September 1987  |
| 3                                         | Jesús Juárez Párraga SDB             | Weihbischof in La Paz (Bolivien)                    | 16. April 1988    | 25. Juni 1994      |
| 4                                         | Horacio del Carmen Valenzuela Abarca | Weihbischof in Santiago de Chile (Chile)            | 11. März 1995     | 12. Dezember 1996  |
| 5                                         | Juan García Rodríguez                | Weihbischof in Camagüey (Kuba)                      | 15. März 1997     | 10. Juni 2002      |
| 6                                         | Jacinto Inácio Flach                 | Weihbischof in Porto Alegre (Brasilien)             | 12. November 2003 | 16. September 2009 |
| 7                                         | Markos Ghebremedhin CM               | Apostolischer Vikar von Jimma-Bonga (Äthiopien)     | 5. Dezember 2009  |                    |